# The Hot Spot - Il posto caldo
The Hot Spot - Il posto caldo (The Hot Spot) è un film del 1990 diretto da Dennis Hopper, tratto dal romanzo Hell Hath No Fury di Charles Williams.
Il film ha contribuito a lanciare la carriera di Jennifer Connelly: ex bambina-prodigio, l'attrice si fa notare anche per una scena in cui esibisce il seno nudo.

## Trama
Harry Madox giunge in una cittadina del Texas e trova lavoro come venditore di automobili presso l'autosalone diretto da George Harshaw. Qualche giorno dopo fa la conoscenza di Gloria Harper, una graziosa impiegata con la quale si reca da un cliente insolvente per ritirargli la macchina: l'uomo è Frank Sutton, un sinistro individuo dal quale comunque la ragazza riesce a farsi pagare la rata; Harry sospetta che tra loro possa esserci una sorta di accordo ma questo non gli impedisce di iniziare a corteggiarla.
Contemporaneamente Harry intreccia una relazione con Dolly, la moglie di Harshaw, una donna annoiata e dissoluta che il marito lascia spesso sola, progettando allo stesso tempo di rapinare la banca della città, che, durante la pausa pranzo, resta semi incustodita; allo scopo egli provoca un incendio con un congegno a tempo in un edificio a poca distanza dalla banca e, mentre gli impiegati escono per vedere le fiamme, entra e, dopo avere immobilizzato il direttore Julian Ward, svuota la cassaforte e le casse ma, prima che possa uscire, la sua presenza viene "avvertita" da un anziano non vedente.
Harry riesce ad uscire e, prima di nascondere i soldi, salva un uomo rimasto intrappolato dentro l'edificio in fiamme sotto gli occhi di Gloria, la quale, già affascinata da lui, inizia a cedere alla sua corte ma viene arrestato dallo sceriffo dopo che il direttore gli ha riferito di essersi lasciato sfuggire con lui un'informazione sul malfunzionamento dei sistemi di allarme; Harry viene anche identificato dall'anziano cieco ma, dopo che il fermo si è tramutato in arresto, Dolly gli fornisce un alibi sostenendo di averlo visto all'incendio prima della rapina alla banca, facendolo rilasciare.
Gloria ed Harry ricominciano a vedersi ma Sutton, dopo averli incontrati, si allontana da solo con lei e la ragazza conferma i sospetti di Harry, riferendogli di avere delle questioni in sospeso che solo lei può risolvere, ed egli viene a sapere da Lon Gulick, l'altro venditore di Harshaw, che una volta Sutton lavorava per lui e contemporaneamente Dolly lo costringe a continuare a vederla, sotto la minaccia del ricatto della modifica della sua testimonianza, confidandogli che il marito ha già subito due infarti e che il terzo gli sarà fatale, facendo intendere di volersene liberare con il suo aiuto.
Gloria confida ad Harry la ragione del suo rapporto con Sutton e del ricatto che da un anno le fa subire: una sua presunta storia omosessuale, di cui l'uomo possiede delle fotografie, e che l'ha costretta, per trovare denaro, a rubare ad Harshaw. Harry si reca a casa di Sutton e lo aggredisce per indurlo a lasciare perdere ma, immediatamente dopo, viene raggiunto da Dolly che gli dice che in nessun caso gli permetterà di scaricarla per Gloria e, la sera stessa, dopo avere legato il marito per avere con lui un violento rapporto sessuale, lo informa dei suoi rapporti con Harry, provocandogli l'infarto fatale.
Sutton il giorno dopo si reca all'autosalone e ricatta Harry, sostenendo di averlo visto prima dell'incendio, ma questi, la sera stessa, si reca a casa di Sutton e, dopo averlo sorpreso a letto con una donna che immediatamente scappa, lasciando tuttavia le scarpe che Harry pensa di riconoscere come quelle di Gloria, lo uccide, lasciando nella sua casa i soldi della rapina, simulandone successivamente il suicidio e gettando in un lago le scarpe.
Lo sceriffo chiude il caso ed informa Harry di un premio di 25.000 dollari per chi avesse aiutato a risolvere il caso. La vicenda sembra chiusa ed Harry chiede a Gloria di sposarlo e di partire insieme per i Caraibi, la ragazza accetta ma Dolly, dopo avere informato Harry della morte del marito, li convoca insieme a casa sua e mostra ad entrambi una lettera, di cui il suo avvocato possiede una copia, in cui accusa lui della rapina alla banca e dell'omicidio di Sutton e lei che è a conoscenza dei suoi furti in ufficio per pagare Sutton, sostenendo che è stato Harry ad informarla.
In quel momento Harry si rende conto che era Dolly la donna in compagnia del delinquente la sera prima e che è stata lei ad informarlo su quello che succedeva ma la fiducia di Gloria nei suoi confronti è scomparsa, ed il ricatto di Dolly li costringe a lasciarsi ed a legare Harry per sempre a lei.